# Mary Outerbridge
Mary Ewing Outerbridge, född 9 mars 1852, Philadelphia, Pennsylvania, USA, död 3 maj 1886, känd som American Mother of Tennis.
Mary Ewing Outerbridge var en av pionjärerna som införde tennisspelet i USA. Det berättas att hon 1874 vid ett semesterbesök på Bermuda såg engelska soldater spela det nya spelet enligt den variant som den engelske majoren Walter Clopton Wingfield patenterat och marknadsförde under beteckningen Spharistikè (se också artikeln tennis). Hon blev fascinerad av spelet och köpte en av de trälådor som innehöll regelhäfte, ihoprullade linjer och ett nät. Hon tog med sig denna tillbaka till USA där hennes bror, Emilius Outerbridge och några av familjens vänner anlade en tennisbana vid Staten Island Cricket and Baseboll Club i New York.
Tennis introducerades på flera håll i USA 1874, och tvivel har senare rests mot att Mary Outerbridge skulle ha varit den första som införde spelet i USA. Hon var dock en av de första som bidrog till att göra tennisspelet känt i USA. Läkaren James Dwight var en annan av pionjärerna. Hennes bror, Emilius, anordnade 1878 den första öppna tävlingen för amatörspelare vid sin kricketklubb. Han var också en av initiativtagarna till bildandet av US Lawn Tennis Association (USLTA).
Mary Ewing Outerbridge upptogs 1981 i International Tennis Hall of Fame.